# Eberhard Paul
Eberhard Friedrich Oscar Paul (* 1. März 1932 in Großgrabe; † 3. Juli 2014 in Jena) war ein deutscher Klassischer Archäologe.

## Leben und Karriere
Eberhard Paul legte 1950 sein Abitur an der Oberschule Dresden-Süd ab und begann, nachdem er bis 1951 Sprachkurse in Griechisch und Hebräisch am Sprachenkonvikt in Leipzig besucht hatte, noch im selben Jahr ein Studium der Kunstgeschichte und Klassischen Archäologie an der Universität Leipzig. 1955 beendete er sein Studium und wurde 1956 wissenschaftlicher Assistent im Museum des archäologischen Instituts der Leipziger Universität. Die Promotion zum Thema Die böotischen Brettidole folgte im August 1958. Gutachter waren Johannes Jahn und Herbert Koch. Die Habilitation zum Thema Studien zur Problematik der Antikenfälschungen wurde im Juli 1963 angenommen. Gutachter waren Jahn und Robert Heidenreich sowie Jiří Frel. Seit September 1978 war Paul außerordentlicher Professor für Klassische Archäologie in Leipzig. Nach der Wende wurde er 1991 Ordinarius für Klassische Archäologie. Eberhard Paul war wesentlich am Entstehen des Antikenmuseums der Universität Leipzig beteiligt, dessen erster Direktor er auch von der Gründung im Jahr 1994 bis zu seiner Emeritierung 1997 war. In diese Zeit fiel eine erste Umgestaltung und Neuordnung der Klassischen Archäologie nach der Wende. Sein Nachfolger sowohl auf der Professur der Klassischen Archäologie als auch in der Leitung des Antikenmuseums in Leipzig wurde Hans-Ulrich Cain.
Pauls Hauptschwerpunkte lagen unter anderem auf dem Gebiet der griechischen Vasen, der griechischen und römischen Porträtplastik und dem Problem der Antikenfälschung. Für die Kulturhistorische Reihe des Verlages Koehler & Amelang steuerte er vier Bände bei.
Paul war ordentliches Mitglied des Deutschen Archäologischen Instituts. 1991 wurde er ordentliches Mitglied der Sächsischen Akademie der Wissenschaften. Er war mit der Archäologin Verena Paul-Zinserling verheiratet.

## Schriften (Auswahl)
- Antike Welt in Ton. Griechische und römische Terrakotten des Archäologischen Instituts in Leipzig, Seemann, Leipzig 1959
- Tanagra Figuren aus den Staatlichen Museen zu Berlin, Fotografien von Walter Danz, Prisma-Verlag, Leipzig, 1962
- Die falsche Göttin. Geschichte der Antikenfälschung, Koehler & Amelang, Leipzig 1962 (auch L. Schneider, Heidelberg 1962; russisch: Poddel'naja boginja, Izdatel'stvo Nauka, Moskau 1982)
- Wörlitzer Antiken. Eine Skulpturensammlung des Klassizismus, Staatliche Schlösser und Gärten Wörlitz, Oranienbaum und Luisium, Wörlitz 1965
- Antikes Rom, Koehler & Amelang, Leipzig 1970
- Corpus Vasorum Antiquorum. DDR 2, Leipzig 2, Akademie, Berlin 1973
- Griechische Terrakotten, Insel, Leipzig 1974
- Gefälschte Antike. Von der Renaissance bis zur Gegenwart, Koehler und Amelang, Leipzig 1981 (auch: Schroll, Wien-München 1982 ISBN 3-7031-0536-4; litauisch: Suklastota deivė, Vyturys, Vilnius 1992 ISBN 5-7900-0355-9)
- Antike Keramik im Lindenau-Museum, Staatliches Lindenau-Museum, Altenburg 1992 (Die Sammlungen des Staatlichen Lindenau-Museums Altenburg, Bd. 1) ISBN 3-86104-015-8
- mit Susanne Pfisterer-Haas: Schwarzfigurige Vasen. Leipziger Universitäts-Verlag, Leipzig 1995 (Kleine Reihe des Antiken-Museums der Universität Leipzig, Bd. 1) ISBN 3-929031-01-9
- Sponsoren des Antiken Museums. Gestern und heute (Hrsg.), UniMedia, Baalsdorf 1996 ISBN 3-932019-06-7
- Attisch rotfigurige Vasen, Leipziger Universitäts-Verlag, Leipzig 1997 (Kleine Reihe des Antiken-Museums der Universität Leipzig, Bd. 4) ISBN 3-931922-61-8